# ラディスラオ・バホダ
ラディスラオ・バホダ（Ladislao Vajda、1906年8月18日 - 1965年3月25日）は、ハンガリー出身の映画監督。

## 作品
- 広場の天使
- 鮮血の午後
- 汚れなき悪戯
- 邪道